# Eleutherozoa
Eleutherozoa is een niet meer in gebruik zijnde benaming voor een groep van stekelhuidigen (Echinodermata) in de rang van onderstam. In de groep werden alle stekelhuidigen geplaatst met een "vrije" levenswijze, dat wil zeggen niet vastgehecht. De andere onderstam, van de vastgehechte dieren, had de naam Pelmatozoa. De namen zijn in onbruik geraakt doordat ze geen evolutionaire verwantschap weerspiegelen.

## Onderverdeling
- Klasse Zeekomkommers (Holothuroidea; 900 soorten)
- Klasse Zee-egels (Echinoidea; 850 soorten)
- Klasse Zeesterren (Asteroidea; 1.500 soorten)
- Klasse Slangsterren (Ophiuroidea; 2.000 soorten)